# 桜田修成
桜田 修成（さくらだ しゅうせい、1961年〈昭和36年〉12月11日 - ）は、日本の政治活動家。本名は修。行動する保守の一つである「新社会運動」の代表。日本国内において行われている反韓デモの主催者として活動しており、在日韓国・朝鮮人等に対して民族や人種を汚い言葉でののしるヘイトスピーチを行っている人物である。

## 主張・活動内容
2013年2月9日には東京新大久保において桜田修成・新社会運動の主催による「不逞鮮人追放!韓流撲滅デモin新大久保 」というデモ活動が行われ、このデモ活動では「朝鮮人を殺せ」などといったシュプレヒコールや「良い韓国人も悪い韓国人もどちらも殺せ」などといったプラカードが掲げられた。主催者の本人も朝鮮人はゴキブリ、蛆虫などとヘイトスピーチを行っていた。このデモ活動を見た有田芳生は「異常なデモ」であり「国会でも問題にしたい」と批判し、これを実現させるという形で排外主義・レイシズム反対集会が行われることとなった。

## 逮捕
2015年5月5日には、東京霞が関の経済産業省前で脱原発を主張する団体に対する暴行容疑で現行犯逮捕された。また、2014年9月に都内で行われた在日朝鮮人らに対するヘイトデモの際、反対派に対し暴行を加えたとして被害届が出されており、警視庁公安部は今後はこの事件についても本人を取り調べる方針とし、5月7日には2014年9月7日のデモ活動において、本人がデモへの抗議を行った者に棒のようなものでつついたとして暴行の疑いで逮捕した。